# Flażolet wyciskany
Flażolet wyciskany (ang. pinch harmonics) – technika gry na gitarze elektrycznej pozwalająca uzyskać piskliwy, przenikliwy ozdobnik. Stosowana w riffach i solówkach, w muzyce heavymetalowej i hardrockowej.
Wykonanie ozdobnika wymaga ustawienia wysokiego poziomu przesteru na wzmacniaczu gitarowym. Technikę wykonuje się dłonią trzymającą piórko. Należy je trzymać krótko, ledwo wystające poza kontur kciuka. Strunę należy uderzyć ze znacznym akcentem w taki sposób, żeby opuszek kciuka prześlizgnął się po strunie w tym samym momencie, lub ułamek sekundy po piórku. Efekt spotęgować można dodając mocne, głębokie vibrato.
Gitarzystami wykorzystującymi flażolety wyciskane są m.in. Zakk Wylde i Steve Morse.